# Hoàng Hữu Xứng
Hoàng Hữu Xứng (黃有秤; 1831-1905) là danh thần nhà Nguyễn ở cuối thế kỷ 19, đầu thế kỷ 20 trong lịch sử Việt Nam. Là vị quan trải qua các triều đại đầy sóng gió thời Nguyễn, bắt đầu từ năm Tự Đức 5 (năm 1852) đến khi hưu trí năm Thành Thái 12 (năm 1900), Hoàng Hữu Xứng được bổ nhiệm qua nhiều chức vụ quan trọng trong triều đình, thăng dần đến chức Hiệp biện đại học sĩ sung Quốc sử quán Phó Tổng tài kiêm Kinh diên giảng quan.
Trong sử Việt, Hoàng Hữu Xứng được biết đến là vị quan uyên thâm Nho học, là một trong các quan điều hành phụ trách việc biên soạn bộ quốc sử Đại Nam Thực Lục và là quan phụ trách việc biên soạn bộ sách địa lý Đại Nam Quốc Cương Giới Vực Biên. Trong cuộc đời quan lộ của ông, Hoàng Hữu Xứng còn được biết đến là một trong các quan đầu tỉnh Hà nội bị triều đình cách chức qua sự kiện thất thủ thành Hà Nội năm 1882, sau được khôi phục lại chức và thăng dần cho đến khi hưu trí vào năm 1900.

## Tiểu sử
Hoàng Hữu Xứng sinh năm Tân Mão (1831) đời vua Minh Mạng, tại làng Bích Khê, huyện Đăng Xương, phủ Triệu Phong, tỉnh Quảng Trị.
Con ông là Hoàng Hữu Bính (sau đổi là Tiếp), đỗ Hoàng giáp năm 1889. Em ông là Hoàng Hữu Bỉnh, đỗ Cử nhân năm 1891, từng làm quan trải đến chức chức Tham tri gia hàm Thượng thư sung Toản tu Sử quán, giảng quan tòa Kinh diên 
Năm Nhâm Tý (1852), Hoàng Hữu Xứng thi đỗ cử nhân, được bổ làm quan. Hoạn lộ ban đầu của ông tài liệu không ghi rõ, chỉ biết vào tháng 10 năm Tân Dậu (1861), khi ông đang làm Huấn đạo quyền Tri huyện Tuy Viễn (Bình Định), nhờ có công "bắt đạo Gia Tô và giặc cướp", nên ông được đặc cách làm Tri huyện Hà Đông (Quảng Nam) hồi đầu năm 1863. Và đến tháng 4 năm Kỷ Tỵ (1869), ông đã về triều làm Biện lý bộ Binh .
Năm 1873, ông được cử làm Bố chính Thanh Hóa. Năm 1877, ông lại được triệu về triều làm Tả thị lang bộ Lại. Năm 1880, thăng ông làm Thự Tuần phủ Hà Nội.
Rạng sáng ngày mồng 8 tháng 3 năm Nhâm Ngọ (25 tháng 4 năm 1882), Đại tá Henri Rivière của Hải quân Pháp cho tàu chiến áp sát thành Hà Nội, đưa tối hậu thơ đòi giải giới và giao nộp thành. Vị quan giữ thành khi ấy là Tổng đốc Hà Ninh Hoàng Diệu liền tiếp thư, nhưng phía Pháp không đợi trả lời, mà nổ súng tấn công. Quan quân trong thành lập tức kháng cự, nhưng không thể cản ngăn được. Hoảng sợ, Bố chính Nguyễn Văn Tuyển, Đề đốc Lê Văn Trinh đều bỏ chạy thoát thân, còn Tuần phủ Hoàng Hữu Xứng thì ẩn trốn trong hành cung.
Đến khi Tổng đốc Hoàng Diệu đã thắt cổ tuẫn tiết, Hoàng Hữu Xứng cũng định tuyệt thực quyên sinh, nhưng nghe theo lời Tôn Thất Bá nên thôi. Hai tháng sau, triều đình nhà Nguyễn nghị tội, Bố chính Tuyển bị đuổi về làm dân, còn Án sát Bá và ông đều bị cách chức nhưng cho lập công chuộc tội.
Năm 1883, sau khi vua Tự Đức mất, ông được phục chức làm việc tại triều. Năm 1885, Đồng Khánh kế vị, Hoàng Hữu Xứng được thăng làm Quang Lộc tự khanh lãnh Lại bộ thị lang kiêm quản viện Đô sát.
Tháng 9 năm Bính Tuất (1886), xét thấy ông "là người trầm tĩnh, học cũng hơi rộng" nên sung làm Đổng lý, cấp ấn "khâm phái quan phòng", cho đến ở phòng Nội các, để lo việc biên chép cương vực nước Việt Nam .
Tháng 3 năm Đinh Hợi (1887), sách Đại Nam quốc cương giới vựng biên (7 quyển) làm xong, ông dâng lên, được vua Đồng Khánh khen và ban cho thực thụ hàm Lại bộ thị lang, Thự Tả tham tri, sung Quốc sử quán toản tu (coi như Phó viện) .
Đời vua Thành Thái (nối ngôi năm 1889), Hoàng Hữu Xứng lần lượt trải các thêm các chức khác, như: Thượng thư bộ Lễ, Chủ khảo các kỳ thi Hương, thi Hội,...
Hoàng Hữu Xứng mất năm Ất Tỵ (1905), thọ 74 tuổi.

## Tác phẩm
Tác phẩm của ông có:
- Đại Nam quốc cương giới vựng biên: 7 quyển và một tập bản đồ (gồm bản đồ phủ Thừa Thiên và bản đồ các tỉnh), do ông cùng với Nguyễn Hữu Độ, Phan Bình Đình, Nguyễn Thuật, Hoàng Hữu Thường biên soạn năm Đồng Khánh thứ 2 (1866). Sách chép tay, chữ Hán, 590 trang, khổ 28,7 x 21 cm, chưa được khắc in.
- Cung kỳ luân âm (cùng viết với Nguyễn Thuật)

## Chê trách và khen ngợi
Hành động thiếu dũng cảm của Hoàng Hữu Xứng khi thành Hà Nội thất thủ năm 1882, nhanh chóng trở thành đề tài cho sĩ phu thời bấy giờ châm biếm. Tương truyền, thơ nói về ông có hai bài, nhưng chỉ mới sưu tầm được một, nguyên văn như sau:
Thành hạ quan triều phải buổi se,
Sân rồng phục vị chỉ ngồi nghe.
Quyên sinh lại nghĩ thân còn vướng,
Nhất quyết nhiều khi mắt đỏ hoe.
Ba bữa không cơm đành uống giận,
Mấy phen ép cháo cũng ăn dè!
Giảng hòa nghe tiếng chừng mê mẩn
Một đỉnh đình đinh chuyện bé nhè.
Tuy nhiên, nhờ có công tổ chức biên soạn bộ sách Đại Nam quốc cương giới vựng biên, nên ông vẫn được kể là "người con rất xứng đáng của Việt Nam trên đất Bích Khê". Ngoài ra, ông có công có công quy tập hài cốt của nghĩa quân Tây Sơn vì quốc vong thân, mang về an táng tại đất làng Thạch Hãn, cạnh thành cổ Quảng Trị. Nơi ấy gọi là Nghĩa Trũng đàn .

## Sách tham khảo
- Quốc sử quán triều Nguyễn (Cao Xuân Dục làm tổng tài), Quốc triều sử toát yếu. Nhà xuất bản Văn học, 2002.
- Nguyễn Q. Thắng- Nguyễn Bá Thế, Từ điển nhân vật lịch sử Việt Nam. Nhà xuất bản Khoa học Xã hội, 1992.
- Nguyễn Đình Đầu, Hoàng Hữu Xứng - Đỗng lý biên tập sách Đại Nam quốc cương giới vựng biên in trong Nguyễn Đình Đầu - Hành trình của một tri thức dấn thân. Nhà xuất bản. Thời Đại và tạp chí Xưa & Nay hợp tác ấn hành, 2010.
- Vũ Ngọc Khánh, Quan lại trong lịch sử Việt Nam. Nhà xuất bản Thanh Niên, 2008.